# DB 6081
DB 6081 is een spoorlijn van DB Netz tussen Berlin Gesundbrunnen en Stralsund. Zie voor meer informatie de artikelen over de deeltrajecten:
- Berlijn - Angermünde
- Angermünde - Stralsund